# Monastère Ipatiev
Pour les articles homonymes, voir Ipatiev.
Le monastère Ipatiev (en russe : Ипатьевский монастырь) ou monastère Saint-Hypathios est bâti au bord de la rivière Kostroma, près de la ville de Kostroma. Il appartient à l'Anneau d'or, région située au nord-est de Moscou, région fertile et riche en monastères, qui connut une exceptionnelle prospérité économique et culturelle entre le XIIe et le XVIIe siècle.

## Fondation
Le monastère fut fondé vers 1330 par un Tatar converti, le prince Tchet, ancêtre de Boris Godounov. 

De 1433 à 1435, le grand-duc Vassili II, chassé du trône de Moscou par son oncle Youri de Zvenigorod, est relégué à Ipatiev pour régner sur la ville voisine de Kostroma. À l'époque, le monastère, réservé aux hommes, est un important centre d'enseignement.

## Le monastère au Temps des troubles
Pendant le Temps des troubles, le monastère Ipatiev fut occupé par Dimitri II (encore appelé le faux Dimitri) au printemps 1609. En septembre de la même année, le monastère fut pris par l'armée de Moscovie après un long siège. 

Le Zemski sobor désigna Michel Romanov, qui résidait alors au monastère, comme nouveau tsar de Russie, le 14 mars 1613. Selon la légende, en ce même hiver, un paysan des environs nommé Ivan Soussanine sacrifia sa vie pour sauver le jeune tsar des troupes de Sigismond III Vasa, roi de Pologne, qui contestait cette nomination.

## Patrimoine culturel et architectural
C'est au monastère Ipatiev que Nicolas Karamzine, auteur à partir de 1803 de la monumentale Histoire de l'État russe, découvrit un ensemble de trois chroniques du XIVe siècle, comprenant la Chronique de Nestor, connue désormais sous le nom de Chronique d'Ipatiev. 

La plupart des édifices du monastère a été construite entre le XVIe et le XVIIe siècle. La cathédrale de la Trinité est célèbre pour ses somptueuses peintures intérieures. L'entrée principale côté rivière a été construite par l'architecte Constantin Thon. La maison privée de Michel Romanov a été restaurée sur ordre d'Alexandre II, mais la fidélité de cette restauration fut largement remise en question. 

Le monastère fut fermé après la révolution d'Octobre en 1917, mais a été en grande partie préservé comme témoin historique et architectural. Les soviétiques ont cependant démoli une des églises du monastère. Sa reconstruction est en projet. Elle serait consacrée aux saints martyrs de la famille Romanov. 
Les autorités ont récemment décidé de consacrer à nouveau le monastère à l'église orthodoxe russe, malgré une forte opposition des musées nationaux.

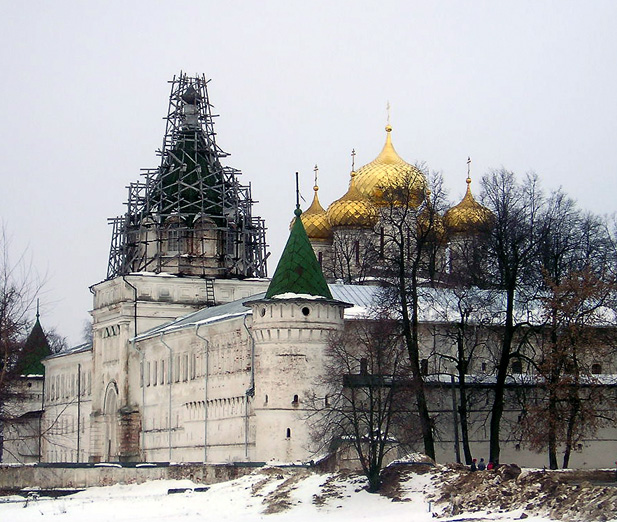
Entrée du monastère.
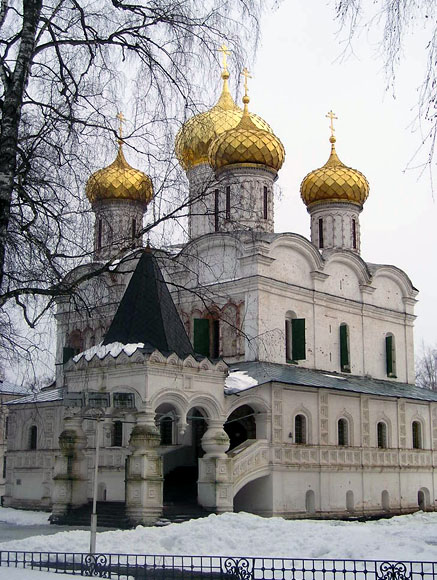
Cathédrale de la Trinité (1652).
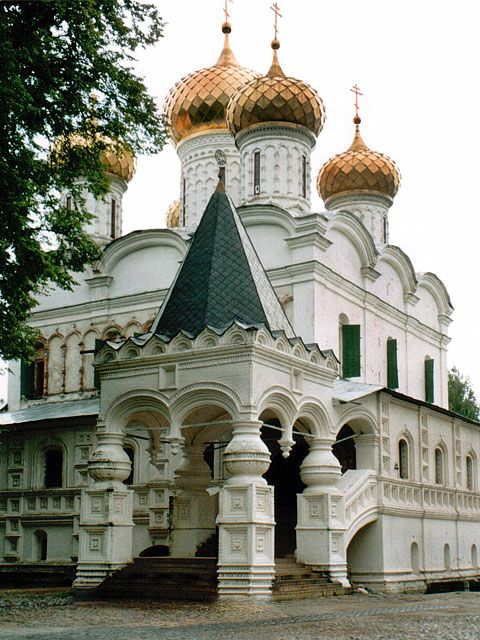
idem.
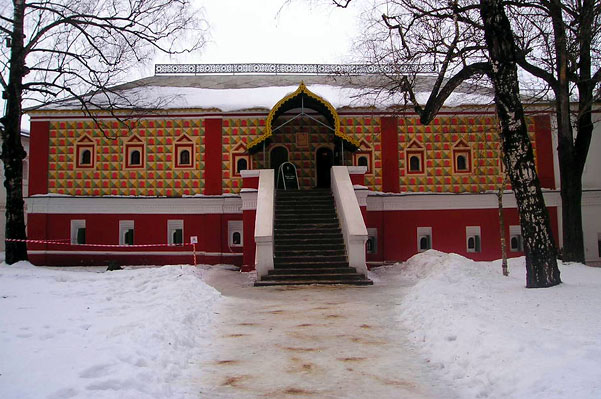
Palais des Romanov.
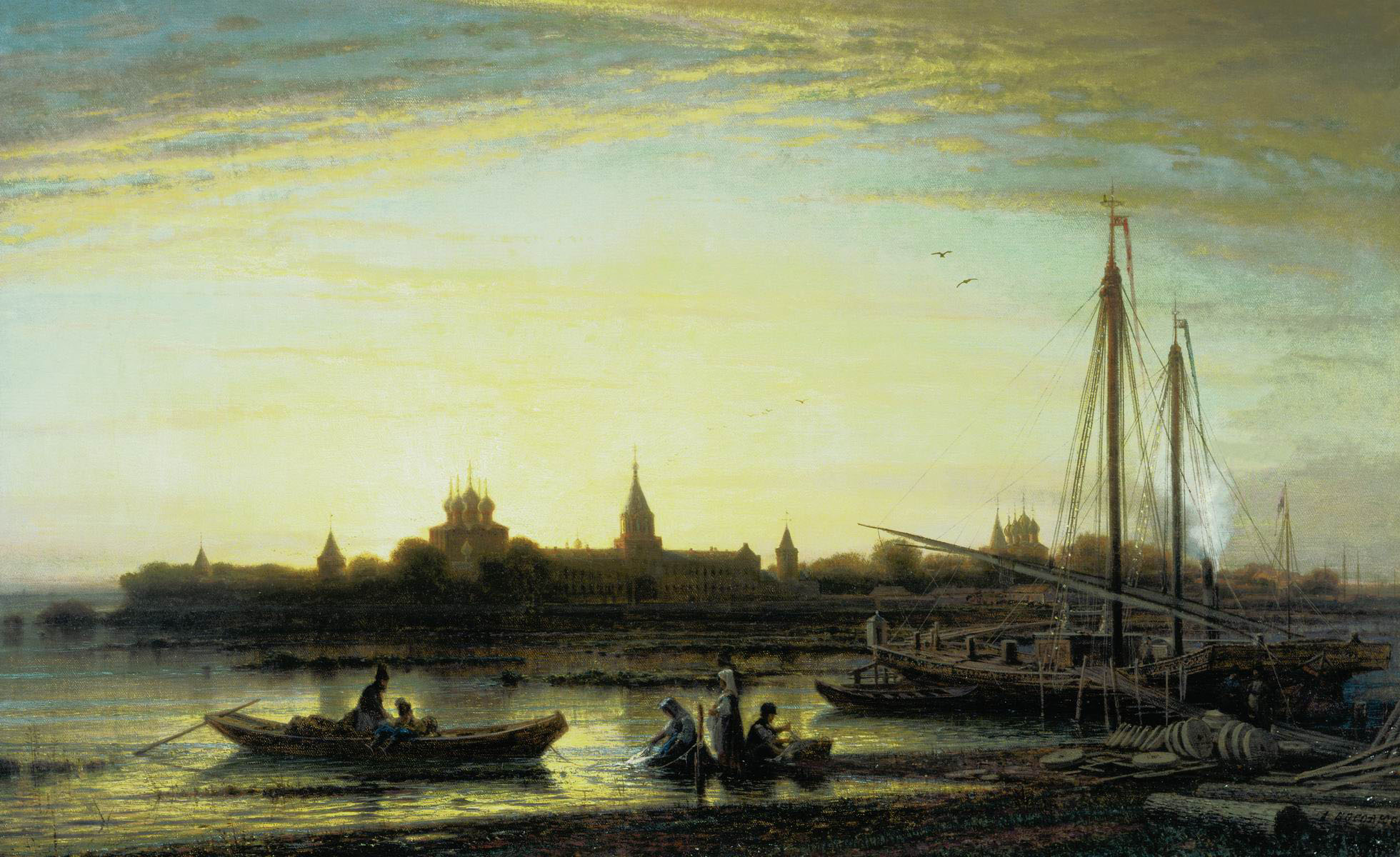
Le monastère peint par Bogolioubov (1861).